# 福井県立敦賀高等学校
福井県立敦賀高等学校（ふくいけんりつ つるがこうとうがっこう、英: Fukui Prefectural Tsuruga High School）は、福井県敦賀市松葉町にある公立の高等学校。通称「敦高（）」。

## 概要
市内にある3つの高校のなかでは生徒数が最も多く、全日制の生徒の多くは市内から自転車で通学する。また美浜町や旧三方町などから電車で通学する生徒もいる。敦賀駅からの公共交通機関は、学校のそばの団地までを約15分で結ぶ福井鉄道バスが一番便利である。

## 地理

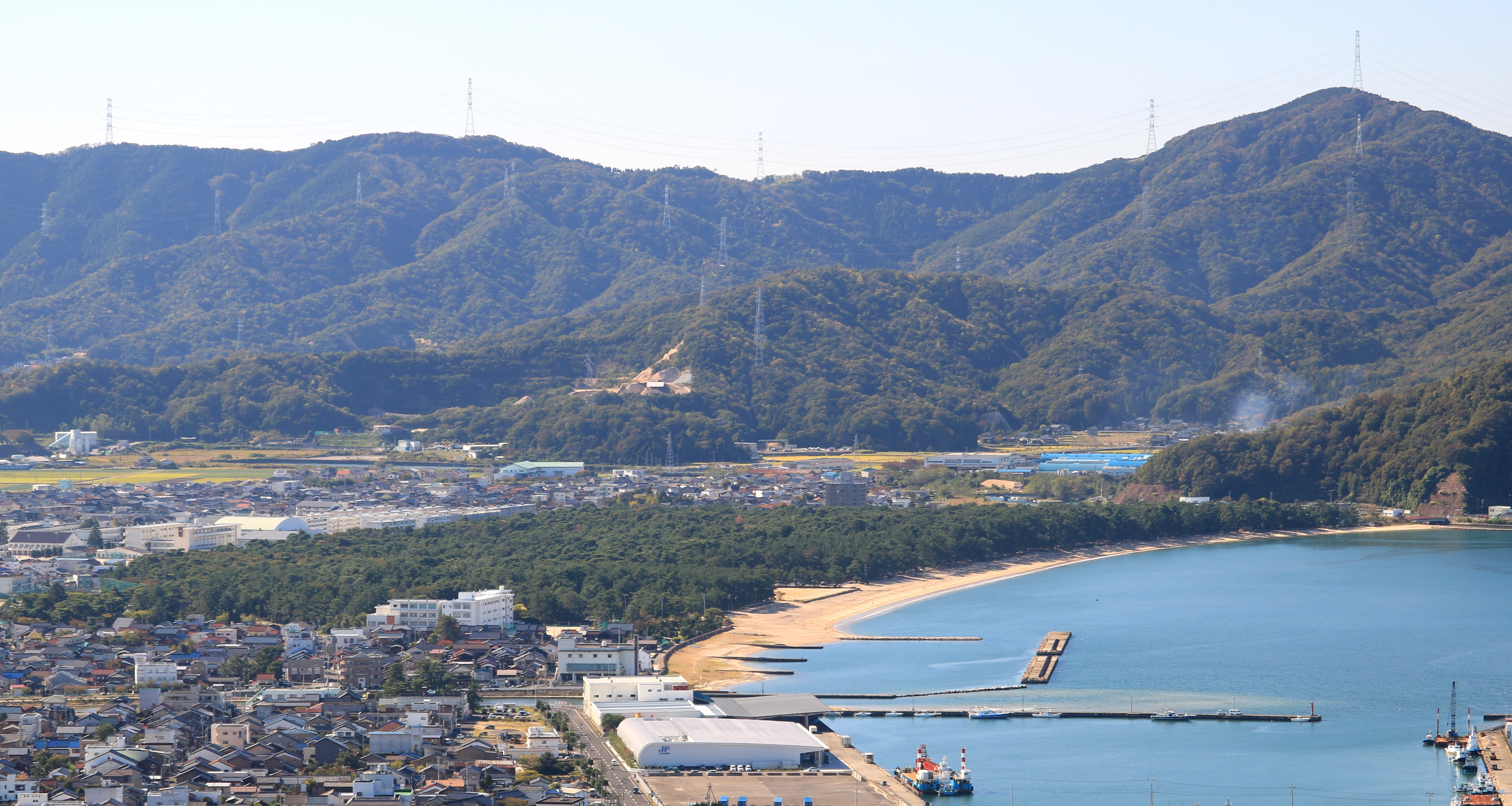
天筒山から望む気比松原の全景と敦賀港

学校周辺は住宅地である。北側は道を挟んで中学校が隣接、さらにその先には松林・敦賀湾が広がる。
- 気比松原
- 敦賀市立松陵中学校（隣接）
- 市立体育館
- 市営野球場（野球部が練習に使用）
- ファミリーマート花城店
- 二夜の川（鯉が生息）
- 2 go crepes

## 設置学科
全日制
- 普通科
- 文理進学科（※理数進学科と人文進学科の総称）
- 商業科
- 情報経理科

定時制（昼間）
- 普通科

## 施設
施設・設備の老朽化が進んだため、現在、学習棟を中心に改築がすすんでいる。屋内には、1クラス人数が使えるコンピュータ室や茶道部屋、視聴覚室、購買がある。学生食堂も設置されているが、病原性大腸菌感染報告を期に閉鎖されたため使用されていない。そのため購買に菓子パンやおにぎりが売られている。
- 25メートル屋外プール
- 弓道場
- テニスコート（更地で5面）
- 柔道場
- セミナーハウス
- 新・旧体育館
- 中庭が2箇所
- 飛躍（創立100周年を記念して建てられた施設）
- 運動部部室
- 全生徒分の屋根付き駐輪場

## 校風
文武両道を掲げ、1,2年生は約30ある部活動に所属する生徒が多い。中にはインターハイなどの全国大会の常連もある。
野球部は甲子園に21回（春4回・夏17回）出場し、多くのプロ野球選手も輩出した。前身校のひとつである敦賀商は春・夏とも甲子園に出場した最初の福井県勢（1930年春・1925年夏）であり、夏は地方大会（当時は北陸大会）に参加した最初の福井県勢（1918年）でもある。甲子園出場21回のうち12回（春1回・夏11回）は敦賀商によるもので、もうひとつの前身校である敦賀中によるものはない。敦賀中は1947年の北陸大会福井県予選に1回参加したのみだが、この年の福井県予選決勝は敦賀商 × 敦賀中の前身校対決となった（敦賀商が勝利したが北陸大会準決勝で敗退）。また、甲子園出場21回のうち18回（春4回・夏14回）は1961年以前の出場であり、「古豪」とされることが多い。
探究授業にも日頃から力を入れており、積極的に活動を行っている生徒が多い。
2022年（令和4年）7月1日には「とても敦賀すきすき」という団体が森野巧巳によって設立されている。この団体は全国的にも珍しい、若者が主体となって民謡・新民謡を保存・継承する団体であり、市内小中学校などで講習会を開催し、民謡の普及・文化の振興に尽力している。鳥取大学鈴木慎一朗教授(音楽教育学)によると、「比較的歴史が新しく、価値を認識して保存活動をする例を聞いたことがない。森野さんたちの活動は素晴らしい」と述べている。また、この団体は令和5年7月19日には福井県初の高校生が設立したNPO法人となっており、ふるさと納税型クラウドファンディングにも挑戦し、86万円もの資金を集めることにも成功した。現在は従来の活動に続けて、「すきっず」という中学生以下を対象とした独自の民謡踊りの講習会を毎月第3水曜日に開催したり、各地で文化講演を行ったりと、活動の輪を積極的に広げている。
2020年秋に当時の1年生有志で創部された創生部は地方創生や地域活性化を念頭に置いて自分たちで興味のあることなどを地域と絡めながら高校生という立場を活かしながら活動する部でこれまでに地元のお店とコラボしてお菓子など新商品開発に取り組んだり知られざる地域の魅力をネットで発信したりしてきたが2023年6月20日放送の『NHKジャーナル』（NHKラジオ第1放送）では発足以来大切にしてきた敦賀が人道の港と呼ばれてきた歴史を伝えるため、難民についての理解を深める活動を、同年8月25日放送の『福井発ラジオ深夜便』（同）にも部員が同年7月29日から8月8日までポーランド・リトアニアを訪問しウクライナ難民に会ったことなどをそれぞれ取り上げた。
制服は、男子は学生服、女子はブレザー。靴、かばんなどは生徒の自由がきく。制服は夏服・冬服のみである。進学先は近畿地方をはじめ、名古屋方面、福井・金沢、東京と幅広い。アルバイトは禁止されており、長期休暇（夏休みと冬休み）のみ学校に届を出すことで許可される。

## 主な行事
1学期
- オリエンテーション（1年）
- 春季遠足
- 敦高文化展

2学期
- 敦高祭 - 「とんこうさい」。文化祭（学校関係者以外立ち入り禁止）と体育祭
- 秋季遠足（1年と3年）
- 修学旅行（2年） - 以前は新幹線で九州（福岡・長崎）が定番だったが、現在は文理進学科は海外へ、その他の学科は各々が国内を選択して行く。
- 球技大会（1年）
- 松原清掃 - 地域貢献として学校のすぐそばにある気比松原海岸を清掃する

## 沿革
- 1948年（昭和23年）4月 - 福井県立敦賀高等女学校（1877年（明治10年）開校）・福井県立敦賀商業学校（1906年（明治39年）開校）・福井県立敦賀中学校（1940年（昭和15年）開校）の3校が統合されて設立。
- 2017年（平成29年） - 新入生より学年進行で定時制を昼間部へ移行[注釈 1]。

## 著名な出身者
- 松木謙治郎 - 元プロ野球選手、元阪神タイガース・東映フライヤーズ監督
- 小林利蔵 - 元プロ野球選手
- 伊原徳栄 - 元プロ野球選手
- 大和田康司 - 聖職者
- 大和田伸也 - 俳優
- 北野尚文 - 元福井商業高校野球部監督
- 辻佳紀 - 元プロ野球選手、元阪神ヘッドコーチ
- 刀根剛 - 元プロ野球選手
- 川崎泰央 - 元プロ野球選手
- 高木毅 - 衆議院議員、第5代復興大臣
- 峰さを理 - 元宝塚歌劇団
- 笠嶋修次 - 経済学者
- 北川貴理 - 陸上競技選手（2016年リオデジャネイロオリンピック男子4×400mリレーの日本代表）
- 柳原真緒 - ガールズケイリン選手